# Carevec
Carevec (bulharsky: Царевец) je středověká pevnost z 12. století nacházející se na stejnojmenném kopci ve městě Veliko Tarnovo v severním Bulharsku. Pevnost se nachází ve výšce 206 metrů nad hladinou moře a rozkládá se na 2872 metrech čtverečních. Celá je obehnána silnými dochovanými hradbami dosahujícími výšky až 3,6 metru. Hlavní brána byla v nejzápadnější části kopce, na úzkém skalním masivu, a měla padací most. Na vrcholu kopce byl palác, který je dnes ruinou. Zrekonstruována byla ale Katedrála Nanebevstoupení Páně, postavená na pozůstatcích pozdně římské baziliky, nicméně kostel nebyl nikdy znovu vysvěcen. Ve středověku se na svazích kopce nacházely obytné budovy, řemeslnické dílny a četné sakrální stavby. Archeologové objevili 400 obytných budov, přes 22 kostelů a 4 kláštery, z nichž se ale nedochovalo prakticky nic. Dnes památka funguje jako muzeum.

## Dějiny
Nejstarší důkazy o přítomnosti člověka na kopci Carevec pocházejí z 2. tisíciletí před naším letopočtem. Osídleno bylo místo ve 4. století. Byzanc zde v 5. století vystavěla město zvané Zikideva. Na jeho základech byla okolo roku 1185 postavena pevnost. Po vlašsko-bulharském povstání (1185–1187) a založení druhé bulharské říše s hlavním městem Veliko Tarnovo se pevnost stala nejdůležitější v Bulharsku, často byla ve své velkoleposti přirovnávaná k Římu a Konstantinopoli. Šlo o největší bulharskou stavbu 14. století. Žili zde králové Petr II., Ivan Asen I., Kalojan a Ivan Asen II. Ve věži našel svou smrt latinský císař Balduin I. Konstantinopolský jako vězeň cara Kalojana. V roce 1393 byla pevnost tři měsíce obléhána osmanskými silami, než byla nakonec 17. července dobyta a vypálena, což znamenalo pád druhé bulharské říše. Obnova pevnosti začala v roce 1930 a byla dokončena v roce 1981 u příležitosti 1300. výročí vzniku první bulharské říše. Od roku 1985, kdy se slavilo 800. výročí povstání Asena a Petra, se v pevnosti pravidelně koná audiovizuální šou o pádu pevnosti do osmanských rukou, kterou naplánoval bulharsko-československý tým pod vedením Valo Radeva a Jaromíra Hníka.